# 矢吹璋雲

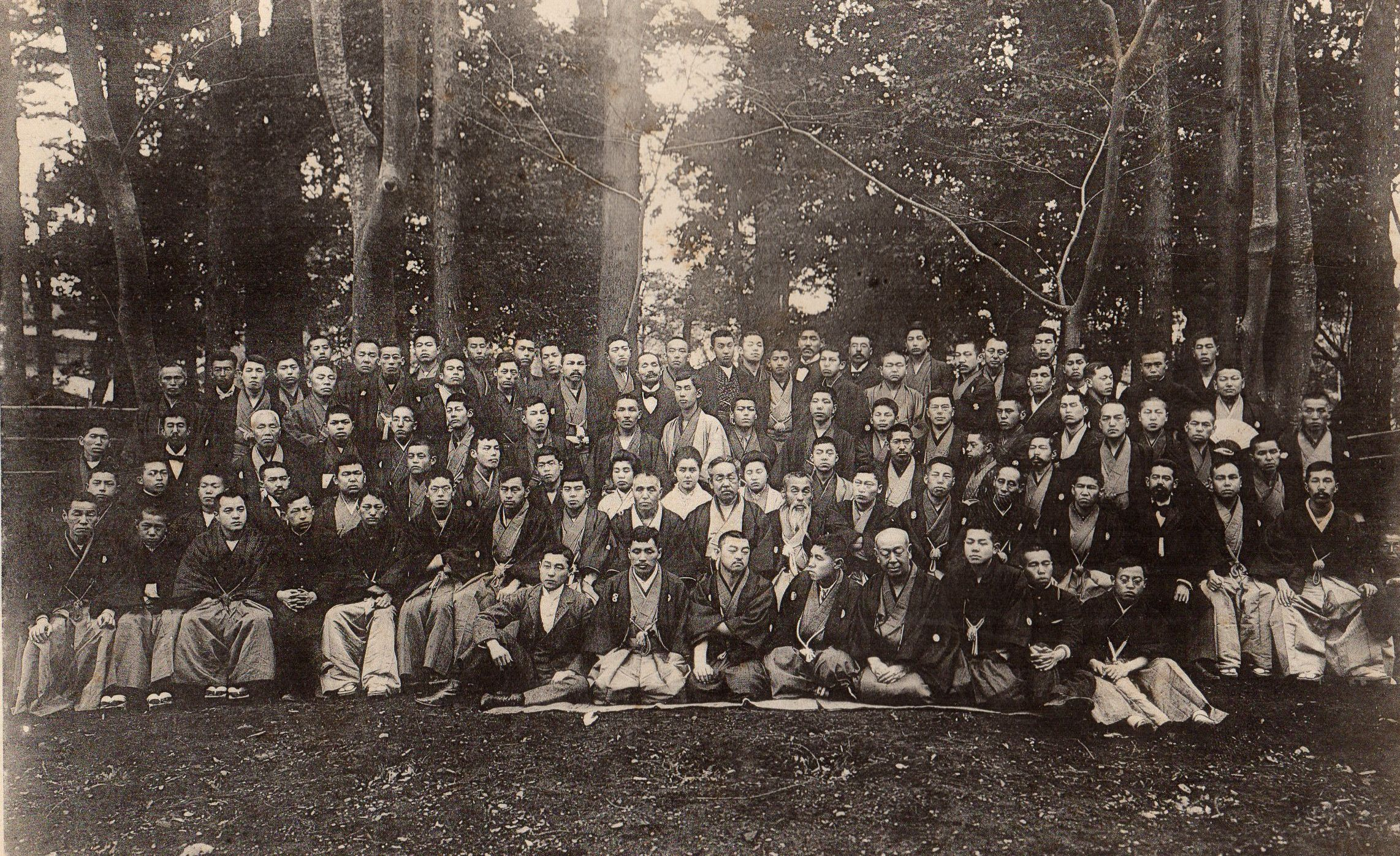
天眞舎　明治35年頃

矢吹 璋雲（やぶき しょううん、嘉永5年7月5日（グレゴリオ暦1852年8月19日） - 昭和2年（1927年）9月21日）は、日本画家・教育者。

## 人物
1852年、良吉の三男として備中国賀陽郡服部村（現岡山県総社市）金井戸に生まれた。本名は熊治（くまじ）。改号前は雲岳。字は紫竹園である。
　矢吹家は屋号を「天満屋」と称し、この地方では家柄が良く名家であったが、故あって長男竹次郎は分家して、明治22年（1889年）8月18日に熊治が家督を相続し、尾張藩士族、西村竹八郎の二女たきを娶った。
　若い頃から画を好み、三好雲仙に学び雲岳と号して、同門の中島雲哉らと親しく交わった。
　後年、子息と共に愛知県名古屋市に移住。そこで、奥村石蘭に師事し四条派を学ぶ。
　石蘭の死後、明治28年（1895年）から２年間、逓信省名古屋郵便電信局（１等）で通信書記補として勤めたのち、明治31年（1898年）、東京に出て、円山派の掉尾を飾ると自他ともに認める川端玉章の画塾・天眞舎に入り円山派を学んだ。東京修行時代、漢詩人の土居香国や佐藤元萇等の知識人と画家の垣根を越えて交流した。
　同37年（1904年）4月、名古屋に戻り愛知縣意匠圖案調製所（愛知県立意匠図案課）に入所。愛知県庁在職中であった書家の大島君川と交流した。
　その後、名古屋市立高等女學校（現名古屋市立菊里高等学校）、愛知常磐高等女學校（現中部大学第一高等学校）の美術教師となり、先師、石蘭・玉章に倣い雑誌等に記事を著わし名古屋の美術教育会に尽くした。また学生に留まらず日露戦役捕虜本部の嘱託により、将校ミハルロー他数名に日本画を教えている。
　教師を辞した後は、名を璋雲と改め、大正５年（1916年）画塾、璋雲畫會を主催する。
　名古屋に定住してからも後進の指導や郷里の画家の世話を行った。
　画業のほか篆刻と音楽を好み、その作風は四条と円山との両派を折衷し、花鳥山水を得意とした。
　天眞舎の他、帝国画書協會、東海美術協會、日本美術協會、愛山書會、春秋書會等の会員にして、新古美術展覧会の理事に就任した。
　昭和2年（1927年）に死去。法名は璋雲院秀芳日光居士。
　墓所は、総社市金井戸と名古屋市千種区にある。

## 門下
- 国府璋泉(国府清山)
- 和田璋仙
- 小笠原華文
- 福島華雲

## 交流のあった人物
- 川端玉雪
- 江村隆章
- 大橋万峰
- 水野耕雨
- 服部雲仙
- 柳田樵谷
- 林石華
- 近藤雪竹
- 北方心泉
- 土居香国
- 大島君川
- 佐藤元長
- 狩野梅斎
- 朝岡翠洲
- 千秋棟重
- 三浦石斎
- 鬼頭道周
- 西薇山

## 作風
この頃の中京画壇は東京と京阪の間にあって双方の影響を受けていた。
璋雲も例外ではなく活動拠点を名古屋にしたため強い流派意識は感じられず、自分の気の向くままに、あるいは師匠、先輩画家の指導・忠告に従って、自由に画風を選択することとなり結果折衷様式になっていった。